# Jacareacanga

Jacareacanga est une municipalité de l'État du Pará au Brésil. Sa population était estimée à 41 487 habitants en 2009, elle s'étend sur 53 303,089 km2.
Elle fait partie de la microrégion d'Itaituba dans la Mésorégion du Sud-Ouest du Pará.

## Maires
| Période | Période | Identité             | Étiquette | Qualité |
| ------- | ------- | -------------------- | --------- | ------- |
| 2009    | 2012    | Carlos Augusto Veiga | PSDB      |         |